# Гізі (Афіни)
Гі́зі (грец. Γκύζη) — район Афін, розташований на північ від проспекту Александра (λεωφόρος Αλεξάνδρας). Межує із районами Полігоно, Абелокіпі та Кіпселі.
Один з найбільш густонаселених районів Афін, забудований в основному в період 1960—1970-х років. Район обслуговують 2 станції третьої гілки Афінського метрополітену — станції «Абелокіпі» та «Панорму».